# 올라프 시그트뤼그손
올라프 시그트뤼그손(고대 노르드어: Olaf Sigtryggsson→시그트뤼그의 아들 올라프, 중세 아일랜드어: Amlaíb mac Sitriuc 아믈리브 막 시트리크)은 11세기의 노르드게일인 왕족이다. 아버지는 더블린 왕국의 시그트뤼그 실키스케그이고 어머니는 브리안 보루마의 딸 슬라너 잉겐 브리안이다. 친할아버지는 요르비크와 더블린의 왕을 겸한 올라프 크바란이다. 친할머니 고름플라흐 잉겐 무르카다는 올라프 크바란이 죽은 뒤 올라프 시그트뤼그손의 외할아버지 브리안 보루마와 재혼했는데, 이때 시그트뤼그 실키스케그가 슬라너와 동시에 결혼했다.
1022년 말 세크날 막 돔날이 죽자 아일랜드 왕위를 두고 아일랜드계 공후들 사이에 혼란이 일어났다. 1027년 시그트뤼그 실키스케그는 더블린 북쪽의 소왕국 브레가와 동맹을 맺었다. 올라프는 브레가의 돈카드를 따라 미데의 스타홀모크(Staholmock) 공격에 참여했는데, 더블린-브레가 동맹군은 미데 왕 로엔 우어 말 세클란에게 패배했다. 시그트뤼그는 재차 싸움을 걸어서 릭블라우에서 전투를 벌였고 이 전투에서 돈카드와 로엔이 죽었다.
1029년, 올라프는 브레가의 새 왕 마흐거운 우어 리어간에게 포로로 잡혔고 몸값으로 소 1200 마리를 지불했다. 여기 더해서 브리튼산 말 140마리, 금은 60 온스, "카를루스의 검", 라긴과 레흐 킨 출신의 아일랜드계 포로들의 석방, 볼모 네 명 등을 넘겨야 했다. 그리고 올라프의 석방을 탄원하러 간 사람에게 소 80 마리가 대가로 주어졌다. 이 사건은 귀족 포로의 몸값 지불의 정치행위 수단으로서의 중요성을 보여준다. 포로를 잡은 쪽은 포로로 잡힌 쪽의 수익을 강탈할 뿐 아니라 상대방의 자원줄도 마르게 만들 수 있었다. 또 브리튼산 말을 요구한 것은 더블린이 11세기 아일랜드에 말을 공급하는 주요 항구였음을 시사하며, 올라프의 가문이 개인적으로 축산에 관여되었을 가능성도 있다.
17세기에 쓰인 에린 왕국 편년사에 따르면 올라프 시그트뤼그손은 1034년 로마로 순례를 가는 길에 앵글로색슨인들에게 살해당했다. 슬하에 생존한 자식은 딸 한 명 라근힐드(Ragnhild)뿐이었는데, 그녀는 그리피드 압 키난의 어머니로 그 후손들이 귀네드의 왕을 지냈다.